# Копець (Мазовецьке воєводство)
Копець (пол. Kopiec) — село в Польщі, у гміні Казанув Зволенського повіту Мазовецького воєводства.
Населення — 222 особи (2011).
У 1975—1998 роках село належало до Радомського воєводства.

## Демографія
Демографічна структура станом на 31 березня 2011 року:
|          | Загалом | Допрацездатний вік | Працездатний вік | Постпрацездатний вік |
| -------- | ------- | ------------------ | ---------------- | -------------------- |
| Чоловіки | 106     | 24                 | 69               | 13                   |
| Жінки    | 116     | 26                 | 64               | 26                   |
| Разом    | 222     | 50                 | 133              | 39                   |